# Kongebregne-familien
Kongebregne-familien (Osmundaceae) er en familie af bregner i Engelsød-ordenen. Det er en gruppe af primitive arter, der er samlet i de tre nedennævnte, nulevende slægter med i alt ca. 20 arter. For 245-286 millioner år siden bestod familien dog af 5-10, nu uddøde slægter. 1 art i Skandinavien.
| Slægter |

- Kongebregne (Osmunda)